# Лейла Слімані
Лейла́ Слімані́ (фр. Leïla Slimani; * 3 жовтня 1981, Рабат, Марокко) — французько-марокканська письменниця й журналістка. 2016 року її роман «Солодка пісня» був відзначений Гонкурівською премією.

## Біографія
Слімані закінчила школу в місті Рабат. 1999 року вона переїхала до Парижа. Тут вона вступила до Інституту політичних досліджень, де вивчала журналістику та політологію. Також навчалася в ESCP Europe. По закінченні навчання відвідувала Курси Флоран й спробувала свої сили як актриса. З 2008 року працює в журналі Jeune Afrique, висвітлюючи північно-африканські теми. 2014 року опублікувала свій перший роман «У саду людожера» (Dans le jardin de l'ogre). 2016 року опублікувала психологічний трилер «Солодка пісня». За 2,5 місяців було продано 76 000 примірників цього роману, а восени він був відзначений Гонкурівською премією.

## Твори
- La Baie de Dakhla: itinérance enchantée entre mer et désert. Mallika Éditions, Casablanca 2013
- Dans le jardin de l'ogre. Éditions Gallimard, Paris 2014
- Chanson douce. Éditions Gallimard, Paris 2016
- Le diable est dans les détails. Éditions de l'Aube, 2016, ISBN 9782815921442.